# Révolte arabe de 1916-1918
Pour les articles homonymes, voir Révolte arabe.
Batailles
Front du Moyen-Orient
- Afrique du Nord
- Caucase
- Perse
- Dardanelles
- Mésopotamie
- Sinaï et Palestine
- Arménie
- Ctésiphon (11-1915)
- Kut-el-Amara (12-1915)
- Romani (8-1916)
- Magdhaba (12-1916)
- Révolte arabe
- Rafa (1-1917)
- Bagdad (3-1917)
- 1re Gaza (3-1917)
- 2e Gaza (4-1917)
- Aqaba (7-1917)
- Beer-Sheva (10-1917)
- 3e Gaza (11-1917)
- Jérusalem (12-1917)
- Megiddo (9-1918)
- Damas (9-1918)
- Alep (10-1918)

Front d'Europe de l’Ouest
Front italien
Front d'Europe de l'Est
Front des Balkans
Front africain
Bataille de l'Atlantique
La révolte arabe de 1916-1918 (ou grande révolte arabe,,,,) est une rébellion menée entre 1916 et 1918 à l'initiative du chérif de La Mecque, Hussein ben Ali, dans le but de participer à la libération de la péninsule Arabique, alors en grande partie occupée par l'Empire ottoman, et de créer un État arabe unifié, d’Alep en Syrie à Aden au Yémen, inspiré du nationalisme arabe.
La révolte atteint ses objectifs mais les Britanniques qui l'ont encouragée lorsqu'ils étaient en guerre contre l'Empire ottoman trahissent les promesses faites aux Arabes une fois la victoire obtenue. L'État arabe unifié ne verra jamais le jour.

## Prémices
Au début du XXe siècle, le Proche-Orient était presque entièrement sous la domination de l'Empire ottoman (depuis la conquête de Sélim Ier), dont le sultan était aussi le calife, commandeur des croyants. Un mouvement nationaliste arabe (nahda = réveil, renaissance) existait à l'état embryonnaire, en réponse au nationalisme turc alors en plein essor, mais sans structure centralisée. Il s'exprimait moins en revendications politiques qu'en aspirations à faire revivre l'héritage culturel – et notamment littéraire – arabe. Jusqu'à la Première Guerre mondiale, les nationalistes arabes de la première heure recherchaient avant tout une reconnaissance de leur culture, qu'ils voulaient voir traitée d'égale à égale avec les autres civilisations, sans prétendre à une souveraineté étatique pour les pays de langue arabe.
La situation changea lorsque la Première Guerre mondiale commença à toucher le Proche-Orient. La confrontation entre l'Entente (Royaume-Uni, France, Russie) et les Empires centraux (Allemagne, Autriche-Hongrie, Empire ottoman) vint politiser ce mouvement nationaliste, qui vit se préciser la possibilité de faire appuyer ses visées émancipatrices par la France et le Royaume-Uni. L'Entente ne commença à se montrer sensible aux intérêts des nationalistes arabes que lorsque le sultan, en sa qualité de calife, appela en 1914 au djihad contre les ennemis mécréants de l'Entente. Londres trouva en la personne du chérif de La Mecque Hussein ben Ali une personnalité arabe suffisamment renommée et influente pour empêcher les populations arabes d’adhérer à cet appel au djihad.

## Chronologie

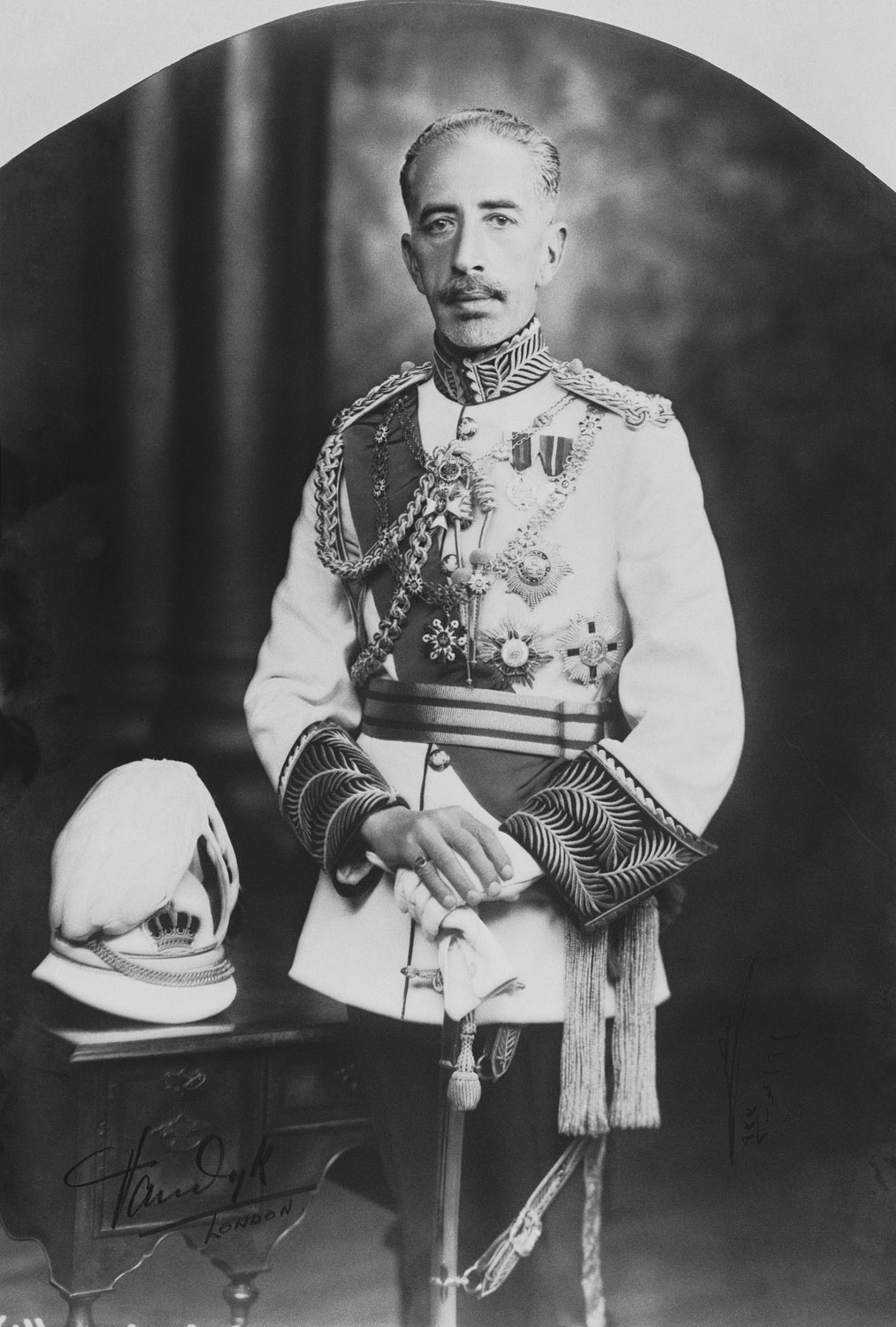
Fayçal ben Hussein, devenu roi d'Irak en 1921.

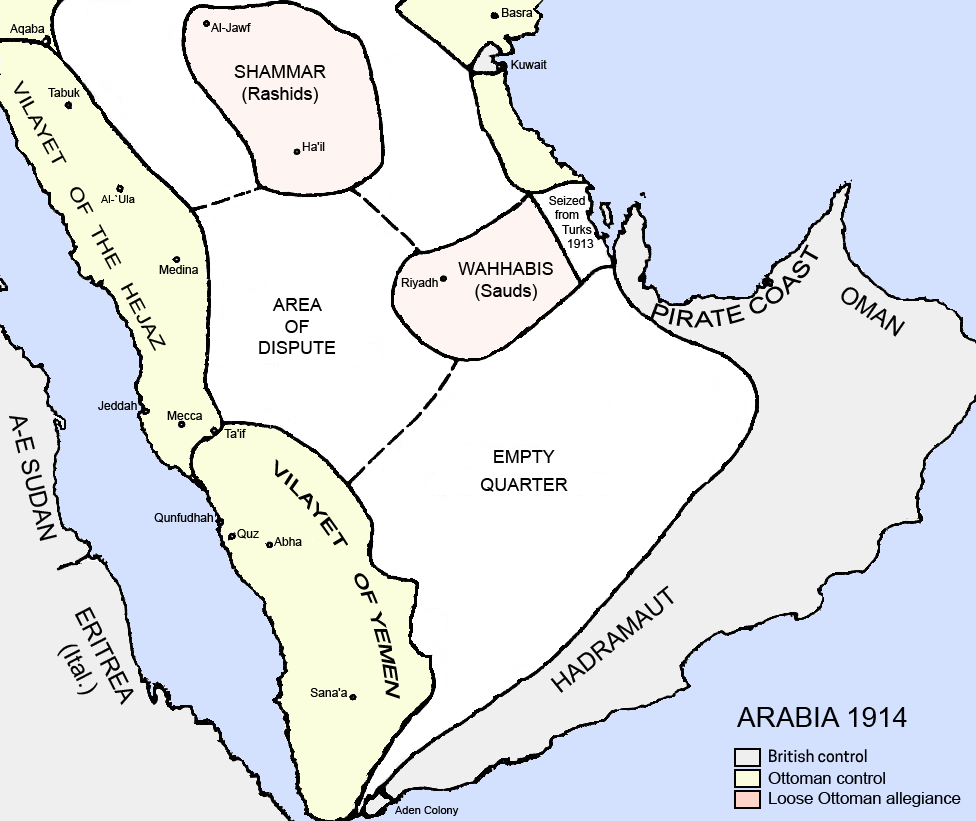
L'Arabie en 1914.

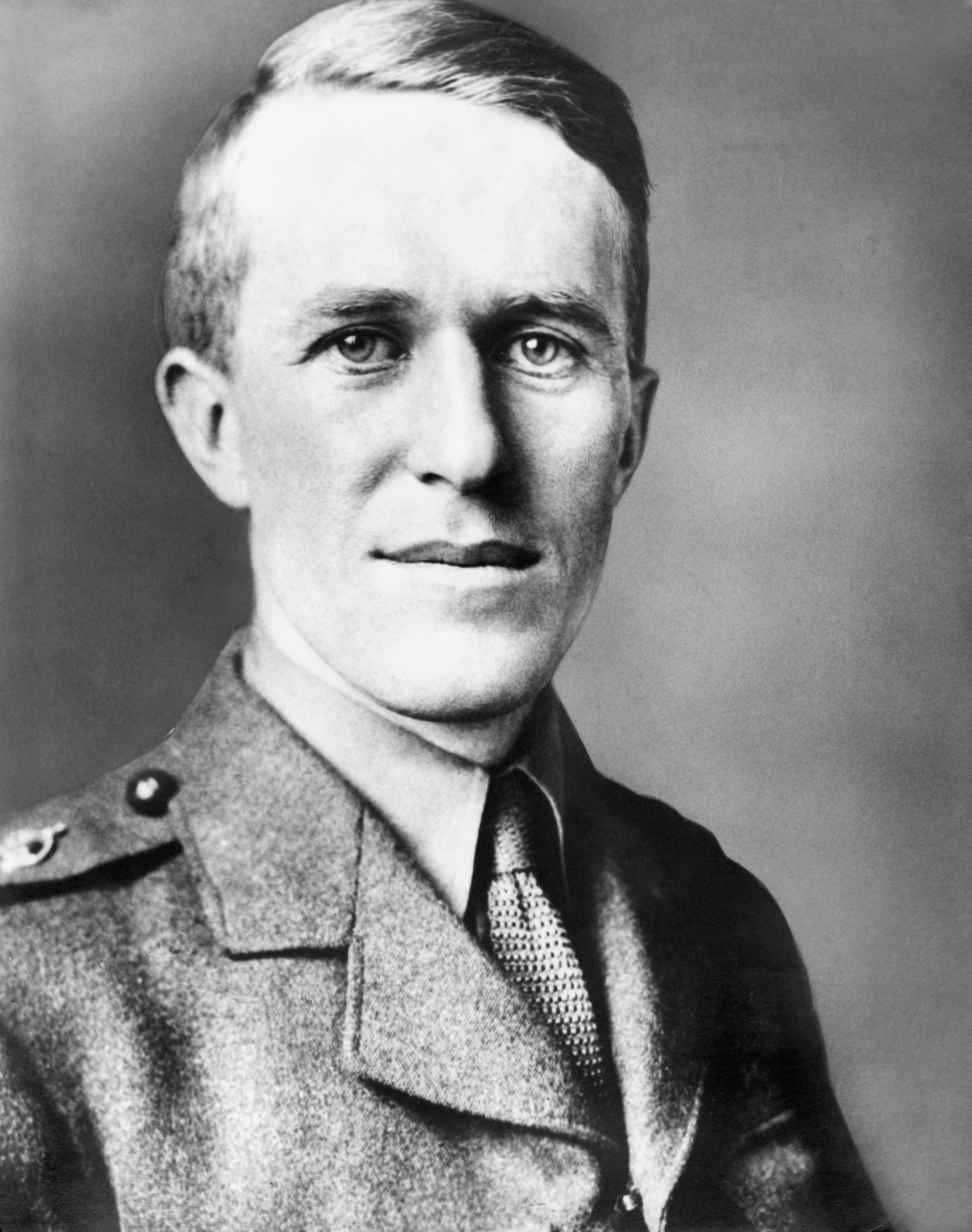
T.E. Lawrence, dit Lawrence d'Arabie (1915).

Au cours de la Première Guerre mondiale, les Britanniques cherchent le soutien arabe pour ouvrir un nouveau front au sud de l'Empire ottoman.

### Négociations et alliances (1915-1916)
Le Royaume-Uni signe avec Ibn Saoud roi de Nejd le traité de Darin, 26 décembre 1915, afin de s'assurer qu'il n'attaquera pas les protectorats britanniques du Koweït, du Qatar et des États de la Trêve ; Ibn Saoud ne prendra pas part à la guerre.
Les Alliés poussent Hussein ben Ali, chérif de la Mecque, à se révolter contre les Ottomans. En échange, il reçoit de Henry McMahon, Haut commissaire du protectorat britannique sur l'Égypte, la promesse de l'indépendance arabe sur les territoires ainsi libérés. Les Britanniques envoient des officiers de liaison au chérif de La Mecque Hussein, dont T.E. Lawrence. La France envoie pour sa part une mission dirigée par le lieutenant-colonel Brémond. Débarquée en août 1916, elle se compose principalement de soldats et sous-officiers musulmans de l'empire colonial français, tirailleurs et sapeurs ; les officiers non musulmans, pour éviter une violation des lieux saints de l'islam, restent cantonnés à Djeddah. En décembre 1916, elle comprend 42 officiers et 983 sous-officiers et hommes de rang ; elle atteindra 1 200 hommes à son maximum. Destiné d'abord à un rôle de formation et conseil technique, ce contingent est progressivement affecté à des missions de combat où certains de ses membres se distinguent.

### Victoires arabes contre les Ottomans (1916-1917)
Le 6 juin 1916, le chérif se soulève contre les Turcs ; ses troupes prennent La Mecque, puis assiègent l'armée ottomane à Médine. Il trouve des appuis dans les autres régions arabes de l'Empire ottoman car Djemal Pacha, gouverneur militaire de la Syrie ottomane, a fait pendre en 1915 plusieurs dizaines de nationalistes arabes à Beyrouth et Damas.
Les tribus druzes du sud du Hauran, traditionnellement en dissidence du pouvoir ottoman, fournissent de la nourriture à la guérilla arabe et hébergent des militants poursuivis, puis des réfugiés chassés par la famine au Levant. Le chef druze Sultan el-Atrache contribue à cette aide, d'ailleurs bien rétribuée par les Britanniques, et, à partir de 1917, ses guerriers viennent se joindre aux forces arabo-britanniques.
En juin 1917, les troupes arabes conduites par Fayçal ben Hussein, fils du chérif Hussein, remportent la bataille d'Aqaba (dans la Jordanie actuelle), prenant ainsi la ville portuaire située sur la mer Rouge, et harcèlent efficacement les troupes ottomanes sur le tracé du chemin de fer du Hedjaz.
Les troupes ottomanes du Comité Union et Progrès (CUP) tentent deux attaques sur le canal de Suez qui échouent.

### Victoires britanniques et arabes contre les Ottomans (1917-1918)
Son flanc étant protégé, le général britannique Allenby qui a remplacé Archibald Murray à la tête des armées positionnées en Égypte peut alors passer à l'offensive et lance la campagne du Sinaï et de la Palestine : le 17 novembre 1917, la ville de Jaffa est prise.
En 1918, l'offensive reprend dans le Levant. Les Britanniques remportent la bataille de Megiddo (en Palestine) les 19-21 septembre et font leur jonction à Deraa, en Syrie, avec l'armée arabe du Nord commandée par Nouri Saïd et le chérif Nassir. La prise de Damas (30 septembre - 1er octobre) leur ouvre la capitale syrienne mais donne lieu aux premières contestations entre les Britanniques et les Hachémites qui n'acceptent pas le régime de tutelle franco-britannique prévu par les accords Sykes-Picot. Cependant, les forces britanniques et arabes continuent leur avance vers le nord et, les 25-26 octobre 1918, remportent la bataille d'Alep, obligeant les Ottomans à évacuer la Syrie.
Le général britannique Allenby entre à Jérusalem le 9 décembre 1917 avec l'aide des troupes arabes.

### Capitulation de l'Empire ottoman (1918-1919)
Le 30 octobre 1918, l'Empire ottoman signe l'armistice de Moudros qui prévoit l'évacuation de toutes les garnisons subsistantes en Syrie et en Arabie. La garnison ottomane de Médine, commandée par Fahreddin Pacha, ne capitulera que le 9 janvier 1919.
Au sud, en Afrique orientale allemande, les victoires belges et anglaises de 1915 et 1916 avaient déjà anéanti les espoirs du Kaiser Guillaume de prendre les Anglais à revers par le Soudan.
Les combats en Arabie du Sud avaient abouti aussi à une impasse, les Ottomans n'étant plus en mesure de ravitailler leurs garnisons au Yémen.

## Après la Révolte arabe
À l'issue de la guerre, les Britanniques trahissent leurs engagements à l'égard des Arabes, et les Turcs sont définitivement chassés de la péninsule Arabique. Dans les faits, la contribution des troupes arabes qui a favorisé la défaite de l’Empire ottoman n'est pas récompensée. Les Britanniques qui avaient promis aux Arabes l'indépendance se sont engagés par ailleurs de manière contradictoire, vis-à-vis des Français, et vis-à-vis du mouvement sioniste. Ainsi d'une part, ils ont également signé avec les Français les accords Sykes-Picot qui donnent le contrôle de la Syrie et du Liban à ces derniers. D'autre part, les Britanniques se sont engagés le 2 novembre 1917, par la déclaration Balfour, à créer un « foyer national juif » en Palestine, sans en définir précisément les contours, sur une partie du territoire du futur royaume arabe. N'ayant pas été entendu lors de la Conférence de la paix de Paris, qui ne retient pas l'idée d'un grand royaume arabe, Fayçal le proclame lui-même, dans Damas occupé par l'armée française. L’existence du Royaume arabe de Syrie est brève : il est créé en janvier 1920, mais l'armée française en juillet de la même année écrase les forces arabes et met fin à cette entité nouvelle.
La conférence de San Remo d'avril 1920 officialise le mandat français de Syrie : l'armée française chasse de Damas les troupes de Fayçal lors de la guerre franco-syrienne en juillet à l'issue de la bataille de Khan Mayssaloun. Dans le même temps, Londres obtient un mandat britannique en Palestine en mettant en avant le principe du projet sioniste. Le traité de Sèvres, qui prolonge la conférence de San Remo, établit également le mandat britannique de Mésopotamie.
Soucieux de conserver des soutiens dans la région, les Britanniques créent, dans la partie de leur mandat à l'est du Jourdain, un émirat de Transjordanie confié à l'émir Abdallah, un des fils d'Hussein. Ils mettent également Fayçal sur le trône du royaume d'Irak, qui succède au mandat de Mésopotamie. La dynastie hachémite conserve ainsi deux trônes, même quand elle est chassée du Hedjaz par Ibn Saoud en 1925.
Ces dispositions sont officialisées dans le Livre blanc de 1922, également connu sous le nom de « Livre blanc de Churchill »,.